# Hamid Hassy
Hamid Hassy est un colonel de l'armée libyenne, il rejoint l'opposition armée au régime de Kadhafi lors de la Guerre civile libyenne de 2011.
Il participe en tant que commandant adjoint à des opérations au Golfe de Syrte. Après la mort du général Abdelfattah Younès, il est chargé de commander les troupes insurgées sur le terrain lors de la seconde bataille du Golfe de Syrte. 